# Desmoxytes purpurosea
El milpiés dragón rosado o milpiés rosa (Desmoxytes purpurosea) es una especie de  diplópodo polidésmido de la familia Paradoxosomatidae. Mide unos 3 cm de longitud y es de  color rosáceo.

## Hallazgo y distribución
El milpiés dragón rosado fue descubierto y descrito por primera vez por los naturalistas Henrik Enghoff, Chirasak Sutcharit y Somsak Panha en el año 2007, y habita únicamente en Tailandia, (Provincia de Uthai Thani, en el distrito de Lan Sak).

## Hábitat y características
Este milpiés suele habitar sobre las hojas de plantas de selva, como Arenga pinnata; además de su peculiar color rosáceo este milpiés es tóxico, ya que sus glándulas producen una sustancia llamada cianuro de hidrógeno, que le sirve de defensa ante sus depredadores.